# Klaus Wolf
Klaus Wolf, né le 12 août 1938 à Grimma, est un homme politique est-allemand, membre du CDU-Est. Député à la Chambre du peuple, il est, de 1989 à 1990, ministre des Postes et des Télécommunications dans le cabinet Modrow, au sein du gouvernement de la RDA.